# Club Sportivo Villa Cubas
El Club Sportivo Villa Cubas es una institución social y deportiva con sede en la ciudad de San Fernando del Valle de Catamarca, Argentina, fundado el 25 de agosto de 1932. El club participa en la Liga Catamarqueña de Fútbol y actualmente disputa el Torneo Regional Federal Amateur, cuarta categoría del fútbol argentino.
Participó en cuatro ediciones de la Copa Argentina desde su implementación en 2011. Su mejor participación fue en la edición 2013/14 cuando llegó hasta la sexta ronda (Fase Final I) donde fue eliminado por Brown de Adrogué luego de derrotar a Talleres de Perico, Unión Aconquija y Central Córdoba de Santiago del Estero.
En la Copa Argentina 2012/2013 perdió en la tercera eliminatoria luego de ganarle a San Lorenzo de Alem y Policial.
Cuenta con más de 200 socios y además de fútbol, se practica básquetbol, bochas, bowling, ciclismo, judo, posee su propio GYM  y se realizan actividades sociales y culturales todo el año.
Su clásico rival es San Lorenzo de Alem.

## Historia
El Club Sportivo Villa Cubas es una entidad fundada el 25 de agosto de 1932 y refundada en el año 1940, cuando un grupo de jóvenes de aquella época se reunió primeramente en la placita del barrio y posteriormente en los domicilios de los señores Carlos Colombre y José Vega, este último designado como el primer presidente.
La primera sede social fue en la casa de don Wenceslao Esparza, local ubicado en la calle General Roca y General Villegas. Allí comenzaron a conformarse los primeros equipos de fútbol para luego afiliarse en la liga Catamarqueña de Fútbol.
El club adopta los colores rojo y blanco y un escudo similar al Club Atlético San Martín (Tucumán) en su honor.
Las prácticas las realizaban en el predio baldío de una cuadra, en la avenida Colón entre las calles Ministro Dulce y General Roca, con un piso a pura piedra, actualmente el tinglado de la Fiesta del Poncho.
Después tuvo varias sedes sociales, cerca del centro del barrio villacubano. Hasta que en el año 1950, ya con sus planteles de fútbol participando en los torneos oficiales organizados por la Liga capitalina, se consigue un terreno con una superficie de 11.845 metros cuadrados donados por la Municipalidad de la Capital en la avenida Biscotal, después nueva Argentina, y actualmente Enrique Ocampo.
Con la llegada a la presidencia del club del señor Tomas Saenz Rodríguez y Pedro Caldelari, que fueron intendente municipal y vicegobernador de la provincia, transformaron un terreno baldío, cimentando la sede social y construyendo una cancha de fútbol acorde a las reglamentaciones.
En el año 1952 comienza en la institución la actividad del básquetbol, construyendo su propia cancha con el apoyo importantísimo del señor Américo Ávila con la colocación del piso de mosaicos.
Un año más adelante, en 1953, se incorpora la disciplina de bochas, mientras tanto su principal deporte, el fútbol, sigue cosechando triunfos y algunos campeonatos oficiales.
En el año 1959 se comienza con la organización de su semana aniversario con distintos actos sociales y deportivos.
Llega el año 1964, y se produce un verdadero crecimiento y superación con la elección como presidente de una persona joven, el señor Gianfranco Colla, transformado un club de barrio a una verdadera institución deportiva.
Esto se inicia con el cerramiento de las canchas de bochas, después con la construcción de seis canchas de bowling reglamentarias, únicas en el Noroeste Argentino y adecuadas para torneos nacionales e internacionales. Además de un restaurante, secretaría, baños, vestuarios y una pequeña tribuna.
En la parte deportiva, en el año 1969, el plantel de fútbol de 1 división se clasifica por primera vez para representar a la provincia en un torneo argentino, quedando por Juventud Antoniana de Salta. También se clasifican campeones en el Torneo Oficial de Primera División de básquetbol.
Se agrega posteriormente una disciplina más, el ciclismo, como un grupo de buenos representantes que brillaron en competencias locales e interprovinciales.
Entre los años 1970 y 1975 se proyectaba la construcción de una gimnasio cerrado con capacidad para 300 personas que no se pudo concretar por diferentes razones.
En el 2010 se crea la subcomisión de Gimnasia y la escuela de Gimnasia Artística denominadas "Las Leoncitas de la Gimnasia" con los profesores  Rosa María Herrera, y el entrenador Andrés Godoy, logrando grandes resultados a nivel Provincial, Nacional e Internacional.

## Actividades
| Deportes activos en el Club Sportivo Villa Cubas | Deportes activos en el Club Sportivo Villa Cubas | Deportes activos en el Club Sportivo Villa Cubas | Deportes activos en el Club Sportivo Villa Cubas | Deportes activos en el Club Sportivo Villa Cubas | Deportes activos en el Club Sportivo Villa Cubas | Deportes activos en el Club Sportivo Villa Cubas | Deportes activos en el Club Sportivo Villa Cubas | Deportes activos en el Club Sportivo Villa Cubas |
| Fútbol                                           | Básquetbol                                       | Hockey                                           | Judo                                             | Gimnasia artística                               | Patín                                            | Ciclismo                                         | Bochas                                           | Bowling                                          |
| ------------------------------------------------ | ------------------------------------------------ | ------------------------------------------------ | ------------------------------------------------ | ------------------------------------------------ | ------------------------------------------------ | ------------------------------------------------ | ------------------------------------------------ | ------------------------------------------------ |

Compite en la Liga Catamarqueña de Fútbol en todas las categorías, también en básquetbol, bochas, bowling, ciclismo, hockey y judo. Todas las disciplinas cuentan con sus respectivas subcomisiones y, cada una de ellas consiguió importantes logros deportivos no sólo a nivel local, sino interprovincial.
En las instalaciones del club también se dicta la materia educación física para tres escuelas provinciales adyacentes al club; también existe un comedor infantil, y se realizan actividades sociales y culturales todo el año. Además, desde 1952 y todos los años, se realiza como uno de los principales acontecimientos de la institución la Semana Aniversario 25 de Agosto, incluyéndose en su programación general la organización de torneos de fútbol, básquetbol y judo.
En el caso de bochas, bowling y ciclismo realizan competencias a nivel interprovincial, destacándose entre ellas la tradicional carrera ciclística 6 Vueltas al Jumeal, que cuenta con una concurrencia de público de alrededor 15 mil personas.
La escuela de Gimnasia Artística realiza todos los años la denominada Copa Amistad en donde cuenta con la participación de 100 clubes, tanto del interior catamarqueño como de otras provincias, en la misma se alberga 1500 gimnastas, siendo uno de los eventos más importantes que tiene la institución.

## Uniforme

Colores de la institución.

La camiseta oficial y/o titular del club toma como base los colores y disposición de San Martín de Tucumán respetando los colores rojo y blanco. A su vez, la camiseta y el diseño básico del club tucumano se ve inspirada en los uniformes utilizados por el General San Martín.
Las variantes históricas de la tercera camiseta incluyen diseños en negro, blanco y gris. 
- Uniforme titular: Camiseta rojiblanca a bastones verticales. Pantalón y medias blancas con vivos rojos.
- Uniforme alternativo: Camiseta roja con vivos en otra tonalidad del mismo color. Pantalón y medias rojas.

### Indumentaria en torneos nacionales
| Temporada | Proveedor            | Proveedor        | Patrocinadores |
| --------- | -------------------- | ---------------- | --- |
| 1969      |                      | Ninguno          | Ninguno |
| 1985-86   |                      | Ninguno          | COTCA |
| 1992-93   | Bandera de Argentina | Sportlandia      | Ninguno |
| 1993-94   | Bandera de Argentina | Sportlandia      | Centro Living Municipalidad de Catamarca |
| 1995-96   | Bandera de Brasil    | Penalty          | Diario El Ancast Municipalidad de Catamarca |
| 1995-96   | Bandera de Argentina | Sportlandia      | Diario El Ancast Municipalidad de Catamarca |
| 2005-06   |                      | Ninguno          | Ninguno |
| 2010      | Bandera de Argentina | Atlantic Sport's | Municipalidad de Catamarca Radio Valle Viejo |
| 2011-12   | Bandera de Argentina | Atlantic Sport's | Municipalidad de Catamarca Ottorino D'Agostini Radio Valle Viejo                                                                                     |
| 2012-13   | Bandera de Argentina | Patagonik        | Radio Valle Viejo |
| 2013-14   | Bandera de Argentina | Atlantic Sport's | Municipalidad de Catamarca Centrocard Corralón San Javier La vinoteca                                                                                |
| 2014      | Bandera de Argentina | Patagonik        | Municipalidad de Catamarca Radio Valle Viejo Toyota del Parque                                                                                       |
| 2015      | Bandera de Argentina | Sport 2000       | Municipalidad de Catamarca Radio Valle Viejo |
| 2016      | Bandera de Argentina | Sport 2000       | Municipalidad de Catamarca Red Colón Farmacias Radio Valle Viejo                                                                                     |
| 2017      | Bandera de Argentina | Patagonik        | Ninguno |
| 2018      | Bandera de Argentina | Core             | N1 Motos Eiregreso Ferrovite OZ Deportes |
| 2022      | Bandera de Argentina | Velmart          | Municipalidad de Catamarca Radio Valle Viejo OZ Deportes                                                                                             |
| 2023      | Bandera de Argentina | Tienda León      | U.T.H.G.R.A. Diputado Maximiliano Mascheroni Diputado Guillermo Marenco Montajes y servicios - Electrobombas y ferretería Municipalidad de Catamarca |

## Palmarés
| Competición Regional                       | Competición Regional                       | Competición Regional                                              |
| Competición                                | Competición                                | Títulos                                                           |
| ------------------------------------------ | ------------------------------------------ | ----------------------------------------------------------------- |
| Primera A de la Liga Catamarqueña (30)     |                                            |                                                                   |
| Anual                                      | 11                                         | 1947, 1951, 1980, 1993, 1995, 1996, 2003, 2004, 2005, 2009 y 2010 |
| Apertura                                   | 11                                         | 1952, 1953, 1985, 1991, 1992, 1999, 2004, 2007, 2010, 2014 y 2017 |
| Clausura                                   | 2                                          | 1951 y 2024                                                       |
| Petit torneo                               | 5                                          | 1985, 1992, 1993, 2022 y 2023                                     |
| Clasificatorio al Torneo Regional          | 1                                          | 1969                                                              |
|                                            |                                            |                                                                   |
| Primera B de la Liga Catamarqueña (7)      |                                            |                                                                   |
| Anual                                      | 4                                          | 1949, 1957, 1970 y 1978                                           |
| Competencia                                | 1                                          | 1949                                                              |
| Apertura                                   | 2                                          | 1970 y 1978                                                       |
|                                            |                                            |                                                                   |
| Otras competiciones                        |                                            |                                                                   |
| Competición                                | Competición                                | Títulos                                                           |
| Copa Ciudad de Catamarca (torneo amistoso) | Copa Ciudad de Catamarca (torneo amistoso) | 2012 y 2014                                                       |

## Datos del Club

### Participaciones en competiciones deAFAyCFFA
| Participaciones en Ligas de AFA y CFFA     | Participaciones en Ligas de AFA y CFFA | Participaciones en Ligas de AFA y CFFA | Participaciones en Ligas de AFA y CFFA | Participaciones en Ligas de AFA y CFFA |
| Cat.                                       | Competición                            | Part.                                  | Temporadas                             | Total                                  |
| ------------------------------------------ | -------------------------------------- | -------------------------------------- | -------------------------------------- | -------------------------------------- |
| 1.°                                        | -                                      | -                                      | -                                      | 0                                      |
| 2.°                                        | Torneo Regional                        | 2                                      | 1969, 1985/86                          | 2                                      |
| 3.°                                        | Torneo del Interior                    | 2                                      | 1992/93, 1993/94                       | 3                                      |
| 3.°                                        | Torneo Argentino A                     | 1                                      | 1995/96                                | 3                                      |
| 4.°                                        | Torneo Argentino B                     | 3                                      | 2011/12, 2012/13, 2013/14              | 9                                      |
| 4.°                                        | Torneo Federal B                       | 4                                      | 2014, 2015, 2016, Complementario 2016  | 9                                      |
| 4.°                                        | Torneo Regional Federal Amateur        | 2                                      | 2022/23, 2023/24                       | 9                                      |
| 5.°                                        | Torneo Argentino C                     | 4                                      | 2005, 2006, 2010, 2011                 | 6                                      |
| 5.°                                        | Torneo Federal C                       | 2                                      | 2017, 2018                             | 6                                      |
|                                            |                                        |                                        |                                        |                                        |
| Participaciones en Copas Nacionales de AFA |                                        |                                        |                                        |                                        |
| Cat.                                       | Competición                            | Part.                                  | Temporadas                             | Total                                  |
| Copa Nacional                              | Copa Argentina                         | 4                                      | 2011/12, 2012/13, 2013/14, 2014/15     | 4                                      |

### Estadísticas

#### Estadísticas por competición
| Estadísticas en AFA y CFFA | Estadísticas en AFA y CFFA | Estadísticas en AFA y CFFA | Estadísticas en AFA y CFFA | Estadísticas en AFA y CFFA | Estadísticas en AFA y CFFA | Estadísticas en AFA y CFFA  |
| Categoría                  | Part.                      | PJ                         | PG                         | PE                         | PP                         | Mayor instancia alcanzada   |
| -------------------------- | -------------------------- | -------------------------- | -------------------------- | -------------------------- | -------------------------- | --------------------------- |
| Primera División           | 0                          | 0                          | 0                          | 0                          | 0                          | -                           |
| Segunda División           | 2                          | 12                         | 3                          | 3                          | 6                          | Primera fase                |
| Tercera División           | 3                          | 52                         | 15                         | 17                         | 20                         | Segunda fase                |
| Cuarta División            | 9                          | 154                        | 50                         | 49                         | 55                         | Semifinal - Región Centro   |
| Quinta División            | 6                          | 48                         | 19                         | 16                         | 13                         | Semifinal                   |
| Copas Nacionales           | 4                          | 11                         | 5                          | 2                          | 4                          | Fase final - Fase Inicial I |
| Total                      | 24                         | 255                        | 83                         | 82                         | 90                         | -                           |

#### Estadísticas por temporada
| Segunda Categoría | Segunda Categoría | Segunda Categoría         | Segunda Categoría         | Segunda Categoría         | Segunda Categoría | Segunda Categoría | Segunda Categoría | Segunda Categoría | Segunda Categoría | Segunda Categoría | Segunda Categoría                         |
| Competición       | Temporada         | Posición / Fase alcanzada | Posición / Fase alcanzada | Posición / Fase alcanzada | PJ                | PG                | PE                | PP                | GF                | GC                | Observaciones                             |
| ----------------- | ----------------- | ------------------------- | ------------------------- | ------------------------- | ----------------- | ----------------- | ----------------- | ----------------- | ----------------- | ----------------- | ----------------------------------------- |
| Torneo Regional   | 1969              | Grupo A - Segunda etapa   | Grupo A - Segunda etapa   | Grupo A - Segunda etapa   | 2                 | 0                 | 0                 | 2                 | 2                 | 7                 | Primera participación en Torneo Regional. |
|                   |                   |                           |                           |                           |                   |                   |                   |                   |                   |                   |                                           |
| Torneo Regional   | 1985-86           | Zona Oeste                | Primera fase              | Grupo C - 3.°             | 10                | 3                 | 3                 | 4                 | 12                | 16                | -                                         |
| Total             | Total             | 2 participaciones         | 2 participaciones         | 2 participaciones         | 12                | 3                 | 3                 | 6                 | 4                 | 21                | -                                         |

| Tercera Categoría   | Tercera Categoría | Tercera Categoría         | Tercera Categoría         | Tercera Categoría         | Tercera Categoría | Tercera Categoría | Tercera Categoría | Tercera Categoría | Tercera Categoría | Tercera Categoría | Tercera Categoría                                                        |
| Competición         | Temporada         | Posición / Fase alcanzada | Posición / Fase alcanzada | Posición / Fase alcanzada | PJ                | PG                | PE                | PP                | GF                | GC                | Observaciones                                                            |
| ------------------- | ----------------- | ------------------------- | ------------------------- | ------------------------- | ----------------- | ----------------- | ----------------- | ----------------- | ----------------- | ----------------- | ------------------------------------------------------------------------ |
| Torneo del Interior | 1992-93           | Región Centro-Oeste       | Primera fase              | Grupo B - 1.°             | 4                 | 1                 | 3                 | 0                 | 9                 | 7                 | Clasificación a Segunda fase.                                            |
| Torneo del Interior | 1992-93           | Región Centro-Oeste       | Segunda fase              | Grupo 1 - 3.°             | 6                 | 2                 | 3                 | 1                 | 8                 | 7                 | Eliminado por diferencia de gol.                                         |
|                     |                   |                           |                           |                           |                   |                   |                   |                   |                   |                   |                                                                          |
| Torneo del Interior | 1993-94           | Región Centro-Oeste       | Primera fase              | Grupo C - 4.°             | 10                | 3                 | 1                 | 6                 | 13                | 19                | Eliminado en Primera Fase.                                               |
|                     |                   |                           |                           |                           |                   |                   |                   |                   |                   |                   |                                                                          |
| Torneo Argentino A  | 1995-96           | Región Noroeste           | Primera fase              | 8.°                       | 14                | 3                 | 5                 | 6                 | 13                | 19                | Relegado a Zona Permanencia.                                             |
| Torneo Argentino A  | 1995-96           | Zona Permanencia          | Segunda fase              | Zona D - 7.°              | 14                | 5                 | 3                 | 6                 | 24                | 25                | Relegado a la tercera fase.                                              |
| Torneo Argentino A  | 1995-96           | Zona Permanencia          | Tercera fase              | 2.°                       | 4                 | 1                 | 2                 | 1                 | 8                 | 5                 | Permanencia. No disputó el Argentino A 1996-97 por problemas económicos. |
| Total               | Total             | 3 participaciones         | 3 participaciones         | 3 participaciones         | 52                | 15                | 17                | 20                | 75                | 82                | -                                                                        |

| Cuarta Categoría                | Cuarta Categoría | Cuarta Categoría          | Cuarta Categoría          | Cuarta Categoría          | Cuarta Categoría | Cuarta Categoría | Cuarta Categoría | Cuarta Categoría | Cuarta Categoría | Cuarta Categoría | Cuarta Categoría                                                                                          |
| Competición                     | Temporada        | Posición / Fase alcanzada | Posición / Fase alcanzada | Posición / Fase alcanzada | PJ               | PG               | PE               | PP               | GF               | GC               | Observaciones                                                                                             |
| ------------------------------- | ---------------- | ------------------------- | ------------------------- | ------------------------- | ---------------- | ---------------- | ---------------- | ---------------- | ---------------- | ---------------- | --- |
| Torneo Argentino B              | 2011-12          | Primera fase              | Primera fase              | Zona 8 - 6.°              | 24               | 7                | 7                | 10               | 24               | 29               | Primera participación en cuarta categoría.                                                                |
|                                 |                  |                           |                           |                           |                  |                  |                  |                  |                  |                  | |
| Torneo Argentino B              | 2012-13          | Primera fase              | Primera fase              | Zona 2 - 6.°              | 26               | 9                | 8                | 9                | 34               | 31               | Eliminado en Primera fase.                                                                                |
|                                 |                  |                           |                           |                           |                  |                  |                  |                  |                  |                  | |
| Torneo Argentino B              | 2013-14          | Primera fase              | Primera fase              | Zona 3 - 8.°              | 16               | 1                | 10               | 5                | 16               | 21               | Finalizó en puestos de descenso. Permaneció en la categoría por reestructuración del torneo.              |
|                                 |                  |                           |                           |                           |                  |                  |                  |                  |                  |                  | |
| Torneo Federal B                | 2014             | Primera fase              | Primera fase              | Zona 13 - 5.°             | 14               | 6                | 3                | 5                | 19               | 17               | Eliminado en Primera fase.                                                                                |
|                                 |                  |                           |                           |                           |                  |                  |                  |                  |                  |                  | |
| Torneo Federal B                | 2015             | Primera fase              | Primera fase              | Zona 9 - 2.°              | 20               | 9                | 7                | 4                | 35               | 21               | Clasificado a Segunda fase.                                                                               |
| Torneo Federal B                | 2015             | Segunda fase              | Segunda fase              | Zona F - 5.°              | 6                | 2                | 1                | 3                | 10               | 10               | Eliminado.                                                                                                |
|                                 |                  |                           |                           |                           |                  |                  |                  |                  |                  |                  | |
| Torneo Federal B                | 2016             | Primera fase              | Primera fase              | Zona 10 - 1.°             | 10               | 6                | 2                | 2                | 21               | 13               | Clasificado a Segunda fase.                                                                               |
| Torneo Federal B                | 2016             | Segunda fase              | Segunda fase              | 8vos. de final            | 2                | 0                | 1                | 1                | 1                | 2                | Eliminado ante Mitre (S).                                                                                 |
|                                 |                  |                           |                           |                           |                  |                  |                  |                  |                  |                  | |
| Torneo Federal B Complementario | 2016             | Primera fase              | Primera fase              | Zona A - 10.°             | 18               | 4                | 4                | 10               | 8                | 13               | Descenso.                                                                                                 |
|                                 |                  |                           |                           |                           |                  |                  |                  |                  |                  |                  | |
| Torneo Regional Federal Amateur | 2022-23          | Fase clasificatoria       | Región Centro             | Zona 5 - 4.°              | 6                | 0                | 2                | 4                | 7                | 14               | Eliminado en Primera fase. Primera participación en el TRFA luego de la reestructuración de la categoría. |
|                                 |                  |                           |                           |                           |                  |                  |                  |                  |                  |                  | |
| Torneo Regional Federal Amateur | 2023-24          | Fase clasificatoria       | Región Centro             | Zona 5 - 1.°              | 6                | 5                | 1                | 0                | 12               | 4                | Clasificado a fase eliminatoria.                                                                          |
| Torneo Regional Federal Amateur | 2023-24          | Fase eliminatoria         | Región Centro             | Semifinales               | 6                | 1                | 3                | 2                | 5                | 5                | Victoria ante Unión Santiago. Victoria ante San Lorenzo. Eliminado ante Sarmiento (LB).                   |
| Total                           | Total            | 9 participaciones         | 9 participaciones         | 9 participaciones         | 154              | 50               | 49               | 55               | 193              | 190              | - |

| Quinta Categoría   | Quinta Categoría | Quinta Categoría          | Quinta Categoría          | Quinta Categoría           | Quinta Categoría | Quinta Categoría | Quinta Categoría | Quinta Categoría | Quinta Categoría | Quinta Categoría | Quinta Categoría                                                                    |
| Competición        | Temporada        | Posición / Fase alcanzada | Posición / Fase alcanzada | Posición / Fase alcanzada  | PJ               | PG               | PE               | PP               | GF               | GC               | Observaciones                                                                       |
| ------------------ | ---------------- | ------------------------- | ------------------------- | -------------------------- | ---------------- | ---------------- | ---------------- | ---------------- | ---------------- | ---------------- | ----------------------------------------------------------------------------------- |
| Torneo Argentino C | 2005             | Etapa eliminatoria        | Primera fase              | Zona 11 - 2.°              | 6                | 2                | 4                | 0                | 7                | 3                | Clasificado a Segunda fase.                                                         |
| Torneo Argentino C | 2005             | Etapa eliminatoria        | Fase de Play-offs         | Primera eliminatoria       | 2                | 1                | 0                | 1                | 3                | 4                | Eliminado ante Central Argentino (LB).                                              |
|                    |                  |                           |                           |                            |                  |                  |                  |                  |                  |                  |                                                                                     |
| Torneo Argentino C | 2006             | Primera fase              | Primera fase              | Zona 13 - 3.°              | 6                | 2                | 2                | 2                | 12               | 6                | Eliminado en Primera fase.                                                          |
|                    |                  |                           |                           |                            |                  |                  |                  |                  |                  |                  |                                                                                     |
| Torneo Argentino C | 2010             | Primera fase              | Primera fase              | Zona 16 - 1.°              | 6                | 3                | 2                | 1                | 9                | 6                | Clasificado a Segunda fase.                                                         |
| Torneo Argentino C | 2010             | Segunda fase              | Segunda fase              | Primera eliminatoria       | 2                | 0                | 1                | 1                | 2                | 3                | Eliminado ante Atl. San Fernando (Ingenio Leales).                                  |
|                    |                  |                           |                           |                            |                  |                  |                  |                  |                  |                  |                                                                                     |
| Torneo Argentino C | 2011             | Primera fase              | Primera fase              | Zona 18 - 1.°              | 6                | 4                | 1                | 1                | 12               | 6                | Clasificado a Segunda fase.                                                         |
| Torneo Argentino C | 2011             | Segunda fase              | Segunda fase              | Semifinal                  | 6                | 2                | 3                | 1                | 9                | 7                | Eliminado ante Huracán (LH). Ascendido por reestructuración del Torneo Argentino B. |
|                    |                  |                           |                           |                            |                  |                  |                  |                  |                  |                  |                                                                                     |
| Torneo Federal C   | 2017             | Región Centro             | Etapa clasificatoria      | Subregión 1 - Zona 7 - 1.° | 4                | 3                | 1                | 0                | 11               | 6                | Clasificado a Etapa eliminatoria.                                                   |
| Torneo Federal C   | 2017             | Región Centro             | Etapa eliminatoria        | Tercera eliminatoria       | 4                | 2                | 1                | 1                | 7                | 5                | Eliminado ante Central Argentino (LB).                                              |
|                    |                  |                           |                           |                            |                  |                  |                  |                  |                  |                  |                                                                                     |
| Torneo Federal C   | 2018             | Región Centro             | Etapa clasificatoria      | Subregión 1 - Zona 7 - 4.° | 6                | 0                | 1                | 5                | 2                | 16               | Eliminado en Primera fase.                                                          |
| Total              | Total            | 6 participaciones         | 6 participaciones         | 6 participaciones          | 48               | 19               | 16               | 13               | 74               | 62               | -                                                                                   |

| Copas Nacionales | Copas Nacionales | Copas Nacionales      | Copas Nacionales      | Copas Nacionales      | Copas Nacionales | Copas Nacionales | Copas Nacionales | Copas Nacionales | Copas Nacionales | Copas Nacionales | Copas Nacionales                                                                              |
| Competición      | Temporada        | Máxima fase alcanzada | Máxima fase alcanzada | Máxima fase alcanzada | PJ               | PG               | PE               | PP               | GF               | GC               | Observaciones                                                                                 |
| ---------------- | ---------------- | --------------------- | --------------------- | --------------------- | ---------------- | ---------------- | ---------------- | ---------------- | ---------------- | ---------------- | --------------------------------------------------------------------------------------------- |
| Copa Argentina   | 2011-12          | Segunda Eliminatoria  | Segunda Eliminatoria  | Zona Interior         | 1                | 0                | 0                | 1                | 0                | 1                | Eliminado ante Policial.                                                                      |
|                  |                  |                       |                       |                       |                  |                  |                  |                  |                  |                  |                                                                                               |
| Copa Argentina   | 2012-13          | Fase preliminar       | Fase preliminar       | Fase preliminar       | 1                | 1                | 0                | 0                | 3                | 1                | Victoria ante San Lorenzo de Alem.                                                            |
| Copa Argentina   | 2012-13          | Fase inicial          | Fase inicial          | Cuarta eliminatoria   | 2                | 1                | 0                | 1                | 2                | 2                | Victoria ante Policial. Eliminado ante Gimnasia y Tiro (S).                                   |
|                  |                  |                       |                       |                       |                  |                  |                  |                  |                  |                  |                                                                                               |
| Copa Argentina   | 2013-14          | Fase Preliminar       | Fase Preliminar       | Fase Preliminar       | 2                | 2                | 0                | 0                | 3                | 0                | Victoria ante Policial. Victoria ante Mitre (S).                                              |
| Copa Argentina   | 2013-14          | Fase Inicial          | Fase Inicial          | Fase Inicial          | 3                | 1                | 2                | 0                | 5                | 3                | Victoria ante Talleres (P). Victoria ante Unión Aconquija. Victoria ante Central Córdoba (S). |
| Copa Argentina   | 2013-14          | Fase final            | Fase final            | Fase final I          | 1                | 0                | 0                | 1                | 2                | 3                | Eliminado ante Brown de Adrogué.                                                              |
|                  |                  |                       |                       |                       |                  |                  |                  |                  |                  |                  |                                                                                               |
| Copa Argentina   | 2014-15          | Fase preliminar       | Fase preliminar       | Fase preliminar       | 1                | 0                | 0                | 1                | 0                | 3                | Eliminado ante Policial.                                                                      |
| Total            | Total            | 4 participaciones     | 4 participaciones     | 4 participaciones     | 11               | 5                | 2                | 4                | 15               | 13               | -                                                                                             |

### Cronología
Mientras que la cuarta categoría para equipos indirectamente afiliados se instauró en el año 1995, la quinta categoría solo se llevó a cabo entre los años 2005 y 2018, desde entonces ese escalón es ocupado por las Ligas Regionales; por su parte, la Copa Argentina fue reinstaurada en el año 2011.